# Raffaella Cavalli
Raffaella Cavalli (Rimini, 2 ottobre 1978) è una cantante italiana.

## Biografia
Inizia lo studio del canto a 12 anni, con la Maestra di Canto e pianista Magda D'Alfonso. Dal 1995 fino al 1999 studia canto con Martina Grossi, cantante jazz. Nel 1999/2000 si perfeziona in canto Gospel, con il maestro americano Bob Singleton.

### L'esperienza sanremese (1995 - 1997)
A 17 anni, vince la seconda edizione di Sanremo Giovani, risultato che le garantisce la partecipazione al Festival di Sanremo 1995 (nella sezione Nuove Proposte), con la canzone Sentimento, che ottiene il 7° posto nella categoria. Grazie al felice esordio, prosegue al Festival di Sanremo 1996 con "Sarò", nella categoria Big. Queste canzoni e altre interpretate da Raffaella Cavalli sono scritte da Angelo Valsiglio, musicista che scoprì anche Laura Pausini.
Del 1996 è anche il suo primo album Raffaella, disco che, oltre ai due brani sanremesi, comprende il singolo Un Natale che non finirà, cover della canzone scritta da Ivana Spagna (inclusa nell'album della stessa cantante Siamo in due del 1995); l'album, da cui vengono estratti vari singoli, verrà tradotto l'anno successivo in lingua spagnola e riceverà ottimi consensi in Sud America.
Sempre nel 1997 incide i brani della colonna sonora "Il mio canto" del film La Sicilia.

### Anni recenti
Nel 2000 esce il suo secondo disco "Buon amore", che vede la collaborazione di Danilo Amerio nel brano Irraggiungibile.
Dal 2003 al 2012 è stata speaker dell'emittente radiofonica "Radio Gamma" e lead vocal della band Soul Tribe.

## Discografia

### Album
- Raffaella (1996)
- Buon amore (2000)

### Singoli
- Sentimento (1995)
- Mai e poi mai (1996)
- Pregherò per te (1996)
- Sarò (1996)
- Se perdo te (1996)
- Il mio canto - Music from the Motion Picture Soundtrack "La Sicilia" (1997)